# Pallanuoto ai campionati mondiali di nuoto 2017
I tornei di pallanuoto dei campionati mondiali di nuoto 2017 si sono svolti dal 16 al 29 luglio.
Il torneo maschile, giunto alla XVII edizione, è partito il 17 luglio e si è concluso il 29, mentre la XIII edizione di quello femminile si è disputata dal 16 al 28 luglio.
Le squadre partecipanti erano 16 per ciascuno dei due tornei. Tutte le gare si sono svolte nella piscina scoperta dello stadio del nuoto Alfréd Hajós, nella città di Budapest.

## Calendario
| ▪ | Turno preliminare | ▪ | Ottavi | ▪ | Quarti | ▪ | Semifinali | ▪ | Finali |

| Torneo    | Luglio 2017 | Luglio 2017 | Luglio 2017 | Luglio 2017 | Luglio 2017 | Luglio 2017 | Luglio 2017 | Luglio 2017 | Luglio 2017 | Luglio 2017 | Luglio 2017 | Luglio 2017 | Luglio 2017 | Luglio 2017 |
| Torneo    | 16          | 17          | 18          | 19          | 20          | 21          | 22          | 23          | 24          | 25          | 26          | 27          | 28          | 29          |
| --------- | ----------- | ----------- | ----------- | ----------- | ----------- | ----------- | ----------- | ----------- | ----------- | ----------- | ----------- | ----------- | ----------- | ----------- |
| Maschile  |             | ▪           |             | ▪           |             | ▪           |             | ▪           |             | ▪           |             | ▪           |             | ▪           |
| Femminile | ▪           |             | ▪           |             | ▪           |             | ▪           |             | ▪           |             | ▪           |             | ▪           |             |

## Podi

### Uomini
| Evento                         | Oro     | Argento  | Bronzo |
| Pallanuoto maschile (dettagli) | Croazia | Ungheria | Serbia |

### Donne
| Evento                          | Oro         | Argento | Bronzo |
| Pallanuoto femminile (dettagli) | Stati Uniti | Spagna  | Russia |